# Carola Dombeck
Carola Dombeck (Merseburg, 25 giugno 1960) è un'ex ginnasta tedesca che ha gareggiato nelle Olimpiadi estive del 1976.